# Táncdalfesztivál ’66

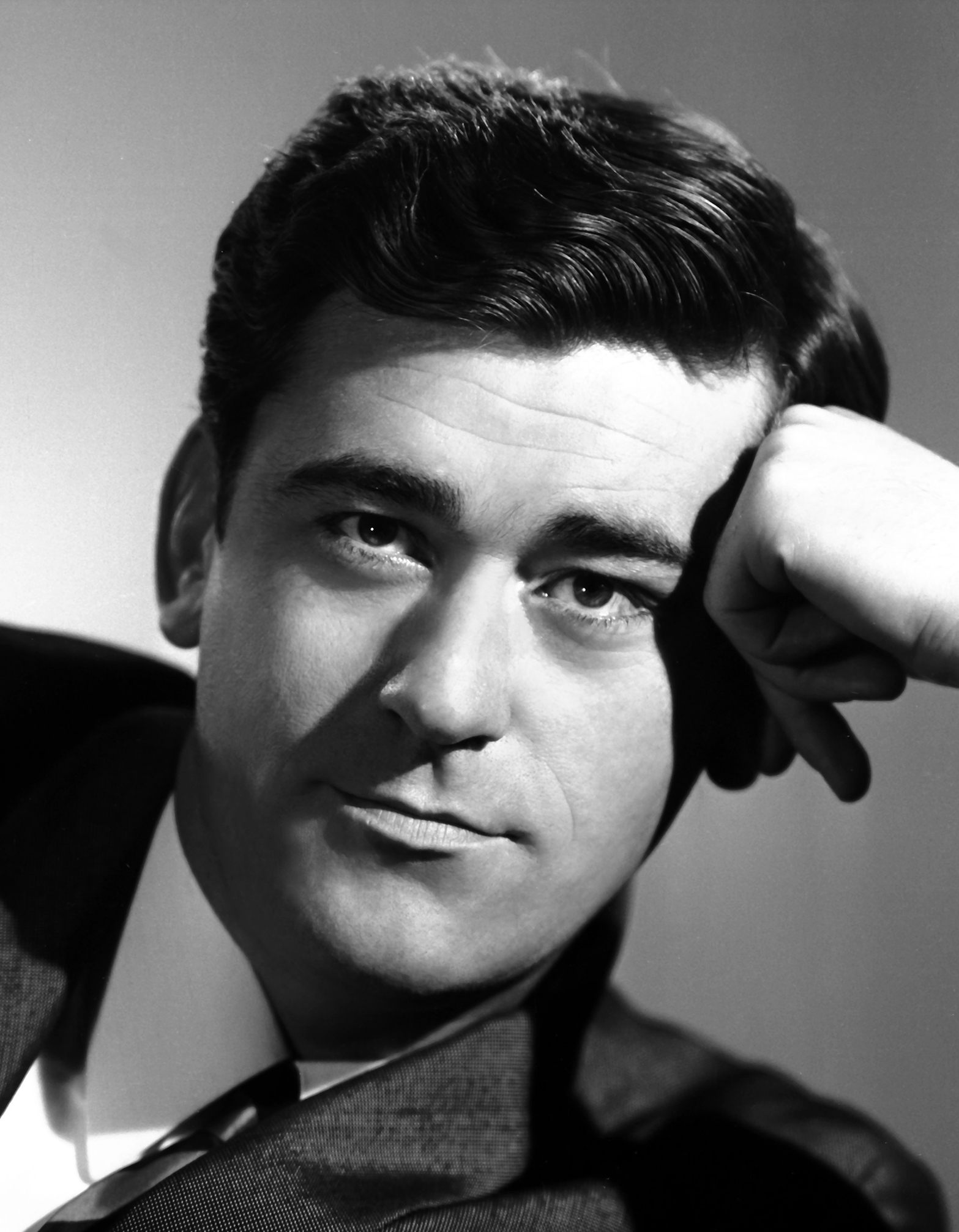
Koós János (Annyi ember él a földön)

A Táncdalfesztivál '66 – az első magyar táncdalfesztivál 1966 nyarán, amit a Magyar Televízió az Erkel Színházból közvetített. A műsorvezető az egyes elődöntőkben Takács Marika, Lénárd Judit és Tamási Eszter tévébemondó volt.
Ezen a fesztiválon mutatkozhattak be először a nagy nyilvánosság előtt az éppen születőben levő beatnemzedék emblematikus képviselői, így az Illés és a Metró, Omega együttes, Kovács Kati aki az előző évben megrendezett Ki mit tud?-ot is megnyerte, valamint Koncz Zsuzsa és Zalatnay Sarolta
Helyet kaptak a versengésben a hagyományos tánczene korábbról is jól ismert előadói, úgymint a nők közül Ambrus Kyri, Hollós Ilona, Mátrai Zsuzsa, Mikes Éva, Sárosi Katalin, Toldy Mária, Záray Márta, a férfiak közül Aradszky László, Koós János, Korda György, Németh József, Vámosi János.
Fiatal előadóként lépett fel Harangozó Teri, valamint Molnár Piroska, a Színművészeti Főiskola akkori hallgatója, azóta A Nemzet Színésze cím birtokosa.
Két első, négy második díjat, előadóművészi, közönség- és különdíjakat osztottak ki. Az első díjat megosztva Kovács Kati Nem leszek a játékszered és Toldy Mária Más ez a szerelem című dala nyerte el.
Szokatlan, dinamikus hangzást jelentett akkoriban az Illés-együttes Még fáj minden csók, illetve Kovács Kati Nem leszek a játékszered című dala, melyek sokakban ellenérzést, még többekben valószínűleg óriási tetszést váltottak ki, hisz' mindkét dal a fesztivál egy-egy első és második helyezését érte el.
Ekkor még állványra rögzített mikrofon előtt, szigorúan egyhelyben állva énekeltek az előadók.
A Fesztivál idején a versenyző 60 dal közül 28 jelent meg kislemezen. A nosztalgia jegyében, 25 évvel később nagylemezen, kazettán és CD-n is kiadták az elhangzott legjelentősebb felvételeket.

## A versenydalok
| Előadó           | Dal                          | Előadó                    | Dal                            |
| ---------------- | ---------------------------- | ------------------------- | ------------------------------ |
| Ambrus Kyri      | Elég, elég                   | Kovács Kati               | Nem leszek a játékszered       |
| Ambrus Kyri      | Én itt, te ott               | Kovács Kati               | Szombaton végre                |
| Aradszky László  | Csipkeharisnyás, édes lány   | Kozák Péter               | Vágy és szerelem               |
| Aradszky László  | Ismeretlen lány              | Mátrai Zsuzsa             |                                |
| Atlantis         | Jól érzem magam              | Mátrai Zsuzsa             | Rég hallottam rólad            |
| Bakacsi Béla     | Bizony így van ez, szívem    | Metro                     | Mi fáj                         |
| Balázs Boglárka  | Én már megbeszéltem magammal | Mezei Anikó               | Többé ne telefonálj            |
| Balikó nővérek   | Nem törődöm véle már         | Mikes Éva                 | Hívjad félre őt                |
| Baráth Mária     | Jaj, tanár úr kérem          | Molnár Piroska            | Add nekem Őt                   |
| Bencze Márta     | Így sohasem vártam még       | Nagy Kati                 | Pardon                         |
| Bencze Márta     | Valaki erre járt             | Németh József             | Ezután soha nem lehetsz senkié |
| Fekete Éva       | Nekem sok buta hobbim van    | Németh József             | Minden összedőlne              |
| Gara György      | A szél most útra kél         | Sárosi Katalin            |                                |
| Gondos Erzsi     | Tűrni                        | Sárosi Katalin            |                                |
| Harangozó Teri   | Ó, én naiv lélek             | Sz. Fónay József          |                                |
| Hardy Tamás      |                              | Szendrő Iván              |                                |
| Harsányi Frigyes | Isten veled, szomorúság      | Szirmay Márta             | Így messziről                  |
| Hollós Ilona     |                              | Takács Gyula              | Száz színes varázs             |
| Horváth Vilmos   | Gitárom pengetem             | Tárkányi Tamara           | Idegen utakon                  |
| Horváth Vilmos   | Tégy le arról                | Tárkányi Tamara           | Nem is szeretsz                |
| Illés            | Még fáj minden csók          | Toldy Mária               | Egy csillag is csak kődarab    |
| Jelen Edina      | Alszik a Balaton             | Toldy Mária               | Más ez a szerelem              |
| Kállai Judit     |                              | Vadas Zsuzsa              |                                |
| Komár László     | Mit bánom én                 | Vámosi János              | Mit hoz a jövő                 |
| Koncz Zsuzsa     | Négy év után                 | Váradi Zsuzsa             | Nem bántam meg                 |
| Koncz Zsuzsa     | Nincsen olyan ember          | Wittek Mari               | Hova szalad a nyár             |
| Koós János       |                              | Zalatnay Sarolta          | Hol jár az eszem               |
| Koós János       | Annyi ember él a földön      | Zalatnay Sarolta          | Végre, hogy tavasz van         |
| Korda György     |                              | Záray Márta               | Felhőkben jár, de szeretem     |
| Korda György     | Hazudik a szemed             | Záray Márta, Vámosi János |                                |

## Döntő (augusztus 20.)
Győztes (megosztott) |       2. helyezett (megosztott)
| #   | Előadó           | Dal címe                        | Zene és szöveg                    |
| --- | ---------------- | ------------------------------- | --------------------------------- |
| 1.  | Bakacsi Béla     | Bizony így van ez szívem        | Aldobolyi Nagy György–Szenes Iván |
| 2.  | Tárkányi Tamara  | Idegen utakon                   | Lovas Róbert–Halmágyi Sándor      |
| 3.  | Vámosi János     | Mit hoz a jövő                  | Berki Géza–Kalmár Tibor           |
| 4.  | Illés-együttes   | Még fáj minden csók             | Szörényi Levente–Bródy János      |
| 5.  | Aradszky László  | Ismeretlen lány                 | Ambrus Ferenc–Kléberg László      |
| 6.  | Koós János       | Annyi ember él a Földön         | Dobos Attila–Szenes Iván          |
| 7.  | Koncz Zsuzsa     | Nincsen olyan ember             | Payer András–S. Nagy István       |
| 8.  | Toldy Mária      | Más ez a szerelem               | Bágya András–G. Dénes György      |
| 9.  | Zalatnay Sarolta | Hol jár az eszem                | Auth Ede–Halmágyi Sándor          |
| 10. | Metro            | Mi fáj                          | Nikolics Ottó—Boros János         |
| 11. | Kovács Kati      | Nem leszek a játékszered        | Gyulai Gaál János–Hajnal István   |
| 12. | Németh József    | Ez után soha nem lehetsz senkié | Nádas Gábor–Fülöp Kálmán          |

## A díjazottak
Az első táncdalfesztiválon két dal kapott első és négy dal második díjat, emellett még számos különdíjat is kiosztottak.
| Díj    | Előadó           | Dal                      | Zeneszerző        | Szövegíró       |
| ------ | ---------------- | ------------------------ | ----------------- | --------------- |
| 1. díj | Kovács Kati      | Nem leszek a játékszered | Gyulai Gaál János | Hajnal István   |
| 1. díj | Toldy Mária      | Más ez a szerelem        | Bágya András      | G. Dénes György |
| 2. díj | Zalatnay Sarolta | Hol jár az eszem         | Auth Ede          | Halmágyi Sándor |
| 2. díj | Illés-együttes   | Még fáj minden csók      | Szörényi Levente  | Bródy János     |
| 2. díj | Tárkányi Tamara  | Idegen utakon            | Lovas Róbert      | Halmágyi Sándor |
| 2. díj | Koós János       | Annyi ember él a földön  | Dobos Attila      | Szenes Iván     |

### Különdíjak
- Legjobb előadóművészek: Koós János, Toldy Mária, Kovács Kati
- MHV különdíja: Vámosi János
- KISZ KB különdíja: Koncz Zsuzsa
- Közönségdíj: Bakacsi Béla
- Legjobb hangszerelés: Körmendi Vilmos, Gyulai Gaál János, Bágya András
- Legjobb szövegíró: G. Dénes György

## Külső hivatkozások
- tancdalfesztival.lap.hu
- Táncdalfesztivál ’66 az Örökzöld c. rádióműsorban, mediaklikk.hu
- Táncdalfesztivál ’66 az Örökzöld c. rádióműsorban, nava.hu (NAVA pontokon elérhető)